# شهرستان مدیسون (ایلینوی)
شهرستان مدیسون، (به انگلیسی: Madison County) شهرستانی در ایالت ایلی‌نوی ایالات متحده امریکا و بر طبق سرشماری ۲۰۱۰ این شهرستان ۲۵۸۹۴۱ نفر جمعیت داشته‌است.
طبق سرشماری ۲۰۱۰، مساحت این شهرستان ۱۹۱۸ کیلومتر مربع وسعت داشته که از این مقدار ۳٫۳۷ درصد آب و ۹۶٫۶۳ درصد خشکی می‌باشد.
این شهرستان در ۱۸۱۲ ازشهرستان راندولف و شهرستان سنت کلیر جدا شد. این شهرستان نام خود را از جمیز مدیسن که در آن زمان رئیس‌جمهور بوده، گرفته‌است.

## همسایگان و راه‌ها
همسایگان این شهرستان عبارتند از:
- شمال: شهرستان مکوپین
- شمال‌شرق: شهرستان مونتگمری
- شرق: شهرستان باند
- جنوب‌شرق: شهرستان کلیتون
- جنوب: شهرستان سنت کلیر
- جنوب‌غرب:
- غرب: شهرستان سنت لوییس
- غرب: شهرستان سنت لوییس، میزوری
- شمال‌غرب: شهرستان سنت چارلز

راه‌های اصلی این شهرستان:
1. بزرگراه میان‌ایالتی ۵۵
2. بزرگراه میان‌ایالتی ۷۰
3. بزرگراه میان‌ایالتی ۲۵۵
4. بزرگراه میان‌ایالتی ۲۷۰
5. بزرگراه ۴۰ ایالات متحده
6. بزرگراه ۶۷ ایالات متحده
7. جاده ۳ ایلی‌نوی
8. جاده ۴ ایلی‌نوی
9. جاده ۱۰۰ ایلی‌نوی
10. جاده ۱۱۱ ایلی‌نوی
11. جاده ۱۴۰ ایلی‌نوی
12. جاده ۱۴۳ ایلی‌نوی
13. جاده ۱۵۷ ایلی‌نوی
14. جاده ۱۵۹ ایلی‌نوی
15. جاده ۱۶۰ ایلی‌نوی
16. جاده ۱۶۲ ایلی‌نوی
17. جاده ۲۰۳ ایلی‌نوی
18. جاده ۲۵۵ ایلی‌نوی
19. جاده ۲۶۷ ایلی‌نوی

## شهرها
- آلتون، ایلی‌نوی
- ادواردزویلا، ایلی‌نوی، مرکز شهرستان
- تروی، ایلی‌نوی
- کولینزویلا، ایلی‌نوی
- گرانیت سیتی، ایلی‌نوی
- مدیسن، ایلی‌نوی
- هایلند، ایلی‌نوی
- ود رویور، ایلی‌نوی
- ونیس، ایلی‌نوی

## نگارخانه

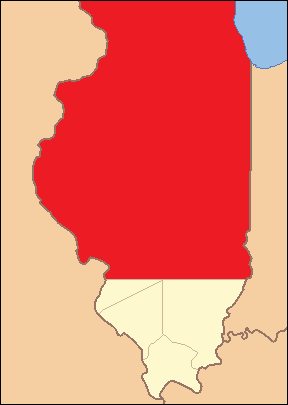
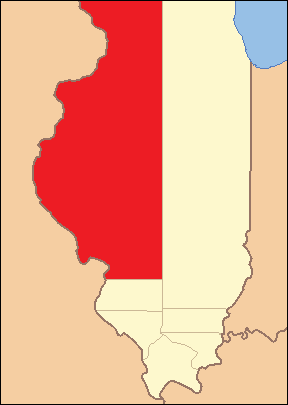
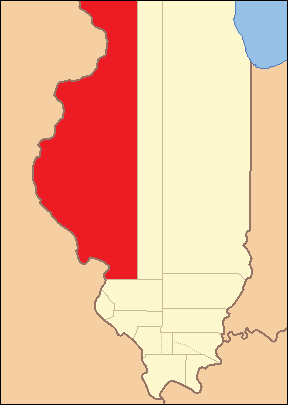
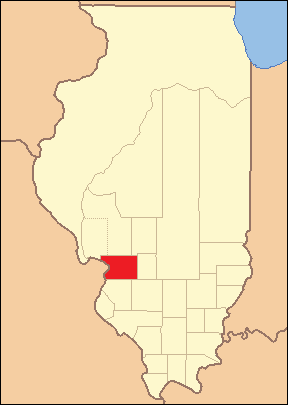
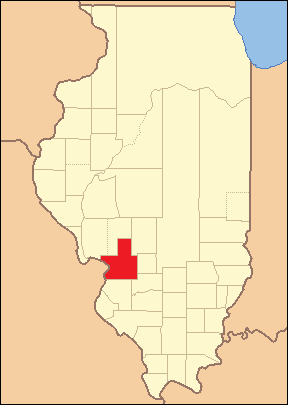
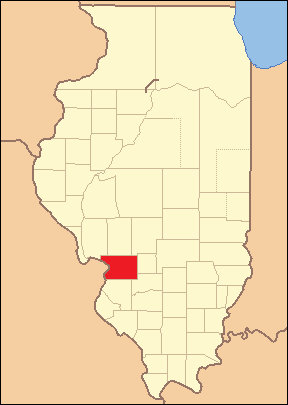
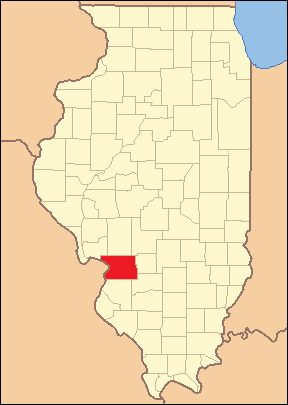